# 大口波拿巴鑽光魚
大口波拿巴鑽光鱼为輻鰭魚綱巨口魚目鑽光魚科的其中一種。

## 分布
本魚分布于全球各大洋熱帶及亞熱帶海域。

## 深度
水深100 - 1200公尺。

## 特徵
本魚鰓蓋與腹膜銀色，尾部半透明，背鰭與尾鰭鰭條有顏色，體具單列的身體發光器，背鰭軟條16至20枚；臀鰭軟條28至31枚，體長可達7.2公分。

## 生態
本魚屬深海魚類，具垂直性洄游的特性，會日週期地改變體色，屬肉食性，利用其發光器官吸引獵物，以浮游動物為食，產浮游性卵。

## 經濟利用
不具經濟價值。